# Дуюн, Владислав Николаевич
Владисла́в Никола́евич Дую́н (укр. Владислав Миколайович Дуюн; род. 9 мая 1977, Измаил, Одесская область) — украинский и российский футболист, полузащитник.

## Карьера
Воспитанник ДЮСШ (Измаил).
Выступал за «Звезду НИБАС» (Кировоград), «Металлист» (Харьков), «Спартак» (Москва) и «Ростсельмаш» (Ростов-на-Дону). Впоследствии играл за команды из низших российских лиг: «Сокол» (Саратов), «Витязь» (Подольск), «Балтика» (Калининград) и «Авангард» (Подольск).
В 2012 году завершил карьеру игрока.

## Достижения
- Чемпион России: 1996